# Истеривачи духова
Истеривачи духова (енгл. Ghostbusters) је америчка научнофантастична комедија из 1984. године, коју је режирао Иван Рајтман, према сценарију Ден Акројда и Харолда Рејмиса. Истеривачи духова су постали најуспешнији филм из 1984. године зарадивши 295 милиона долара широм света. Прате га наставци Истеривачи духова 2 (1989) и Истеривачи духова: Наслеђе (2021), анимиране серије и римејк из 2016. године. Радња се врти око четири научника који уз помоћ посебне опреме хватају духове по Њујорку.

## Радња
Професори парапсихологије Питер, Реј и Игон у једној библиотеци откривају правог духа и након панике и бега израчунају да би било могуће са одређеном опремом ухватити духове и држати их неограничено дуго у посебној комори. Баш тада бивају отпуштени са факултета, па стога одлучују да  отворе властити посао као "Истеривачи духова" у којем би ловили сабласти и демоне по Њујорку и тако штитили људе од њих. Првобитно их нико не схвата озбиљно, а не примају ни позиве од људи који траже њихове услуге. Када одлуче да затворе подузеће, добију позив од менаџера једног хотела у којем неки зелени дух терорише госте. Након почетне несигурности, Истеривачи духова успевају да ухвате зеленог духа. Убрзо посао почиње да им цвета и почне да их тражи цео град. 
Питер се заљубљује у своју муштерију Дејну, али она бива поседнута злим духом Зуулом, којим управља зли Гозер, бог древних Сумера. Такође, и Дејнин комшија Луис је постао запоседнут Гозеровим демоном, Винзом, па се ујединио са Дејном како би заједно формирали портал који би омогућио да се Гозер појави на Земљи. Питер, Реј, Игон и нови члан Винстон крену како би спасили свет. Појаве се на крову Дејниног стана и нападну Гозера, који је попримио обик жене, али он на њих пошаље огромног духа од слеза Стеј пуфта. Ипак, Истеривачи духова споје своје ласерске зраке и покрећу инверзију протона што уништи портал. На крају спасе Дејну и Луиса и изађу напоље на славље са гомилом људи.

## Улоге
| Глумац          | Улога           |
| --------------- | --------------- |
| Бил Мари        | Питер Венкмен   |
| Ден Акројд      | Реј Станц       |
| Сигорни Вивер   | Дејна Барет     |
| Харолд Рејмис   | Игон Спенглер   |
| Рик Моренис     | Луис Тали       |
| Ерни Хадсон     | Винстон Зедемор |
| Ени Потс        | Џенин Мелниц    |
| Вилијам Атертон | Волтер Пек      |
| Дејвид Маргил   | Лени Клоч       |
| Славица Јован   | Гозер           |

## Пријем
Филм је добио одличне критике од критичара и публике. Сајт Rotten Tomatoes му је дао рејтинг 97%, и просечну оцену 8.1/10.  Читаоци часописа Total Film су га 2000. године прогласили 44. најбољом комедијом свих времена. Амерички филмски институт га је ставио на 28. место на листи 100 година...100 смеха. IGN га је 2005. године прогласио најбољом комедијом свих времена, а Bravo га је 2006. године ставио на 56. место на листи 100 најсмешнијих филмова.